# DJ Smash
Andrei Leonidovici Șirman (rusă Андрей Леонидович Ширман; n. 23 mai 1982, Perm, Rusia), cunoscut după numele de scenă DJ Smash, este un muzician rus, unul din cei mai populari DJ de muzică electronică și house din Rusia.

## Discografie

### Albumuri de studio
- Смаш булку маслом (Tape) (1998)
- Ветер (2002)
- Super Поезд (2004)
- Cosmopolitan (2005)
- House Worx (2005)
- Limited Edition (2005)
- Limited Edition 2 (2005)
- Pure Dяgilev (2007)
- Корпоративка (2007)
- Москва не sпит 2008)
- IDDQD (2008)
- In Da Mix (2009)
- Twenty Three (2011)
- Новый мир (2012)

### Singleuri
- Moscow Never Sleeps (2007)
- Moscow Never Sleeps (disc de vinil) (2008)

## Clipuri video
- Moscow Never Sleeps (feat. Timati)
- Волна (Volna, Unda)
- Лучшие песни (Lucișîe pesni, Cele mai bune piese)
- Между небом и землёй (Mejdu nebom i zemlioi, Între cer și pământ) (feat. Shakhzoda)
- Москва ждёт Февраль (Moskva jdiot fevral, Moscova așteaptă luna februarie)
- Самолет (Samalot, Airplane) - 2010
- Птица (Ptiza, Bird) - 2010
- From Russia With Love - 2010
- Фокусы (Fokusî, Trucuri) (feat.  Timati) - 2011
- Можно без слов (Mojno bez Slov, No words) - 07.2011
- На заре (Na zare, At dawn) (cu ChinKong and Aleksey Rizhov from Дискотека Авария) 10.2011
- Rendez-Vous (feat. Maury) - 12.2011
- Москва (Moskva, Moscova) (feat. Винтаж) - 02.2012

## Premii
- 2006 — Night Life Awards 2006 best DJ
- 2008 — MTV Russia Music Awards «Debut of the year» и «Best dance album».
- 2008 — Golden Gramophone (GRAMMY Analogue).
- 2012 — 20 Best Songs, Red Star Music
- 2012 — VKLYBE.TV Industry Awards, «Best DJ»
- 2013 — Top Hit Music Awards
- 2013 — Muz TV Awards 2013, Best Video «Moscow» (feat Vintage)
- 2013 — Fashion People Awards 2013
- 2013 — VKLYBE.TV Awards 2013. Best Celebrity Project Boom Boom Room by DJ Smash

## Filmografie
- 2009: Фига.Ro — agentul de pază
- 2013: 12 месяцев (12 luni) — în rolul propriei persoane